# Province della Papua Nuova Guinea

Province della Papua Nuova Guinea

Le province della Papua Nuova Guinea costituiscono la suddivisione territoriale di secondo livello del Paese, dopo le regioni, e la suddivisione amministrativa di primo livello; sono in tutto 20 e ad esse sono equiordinati il distretto della Capitale Nazionale e la regione autonoma di Bougainville.
Le province si suddividono a loro volta in distretti.

## Lista
| Mappa | Provincia                          | Capoluogo    | Regione    | Popolazione (2011) | Superficie (km²) |
| ----- | ---------------------------------- | ------------ | ---------- | ------------------ | ---------------- |
|       | Centrale                           | Port Moresby | Papua      | 269 756            | 29 998           |
|       | Altopiani del Sud                  | Mendi        | Terre Alte | 510 245            | 15 089           |
|       | Altopiani Occidentali              | Mount Hagen  | Terre Alte | 362 850            | 4 299            |
|       | Altopiani Orientali                | Goroka       | Terre Alte | 579 825            | 11 157           |
|       | Golfo                              | Kerema       | Papua      | 158 197            | 34 472           |
|       | Baia di Milne                      | Alotau       | Papua      | 276 512            | 14 345           |
|       | Nuova Britannia Orientale          | Kokopo       | Isole      | 328 369            | 15 274           |
|       | Nuova Britannia Occidentale        | Kimbe        | Isole      | 264 264            | 20 387           |
|       | Nuova Irlanda                      | Kavieng      | Isole      | 194 097            | 9 557            |
|       | Chimbu                             | Kundiawa     | Terre Alte | 376 473            | 6 112            |
|       | Enga                               | Wabag        | Terre Alte | 432 045            | 11 704           |
|       | Hela                               | Tari         | Papua      | 249 449            | 10 498           |
|       | Jiwaka                             | Kurumul      | Terre Alte | 343 987            | 4 798            |
|       | Madang                             | Madang       | Momase     | 493 906            | 28 886           |
|       | Manus                              | Lorengau     | Isole      | 60 485             | 2 000            |
|       | Morobe                             | Lae          | Momase     | 674 810            | 33 705           |
|       | Oro o Provincia Settentrionale     | Popondetta   | Papua      | 186 309            | 22 735           |
|       | Sandaun o Sepik Ovest              | Vanimo       | Momase     | 248 411            | 35 820           |
|       | Sepik Orientale                    | Wewak        | Momase     | 450 530            | 43 426           |
|       | Occidentale                        | Daru         | Papua      | 201 351            | 98 198           |
|       | Distretto della Capitale Nazionale | Port Moresby | Papua      | 364 125            | 240              |
|       | Regione autonoma di Bougainville   | Buka         | Isole      | 249 358            | 9 384            |